# 1920年アントワープオリンピックのデンマーク選手団
1920年アントワープオリンピックのデンマーク選手団（1920ねんアントワープオリンピックのデンマークせんしゅだん）は、1920年8月14日から9月12日にかけてベルギーのアントウェルペン州アントワープで開催された1920年アントワープオリンピックのデンマーク選手団、およびその競技結果。

## 概要
今大会は金メダル3個、銀メダル9個、銅メダル1個の合計13個のメダルを獲得した。

## メダル
| メダル | 選手名               | 競技 | 種目       |
| ------ | -------------------- | ---- | ---------- |
| 銀     | ヘンリー・ペテルセン | 陸上 | 男子棒高跳 |